# 伊自良川

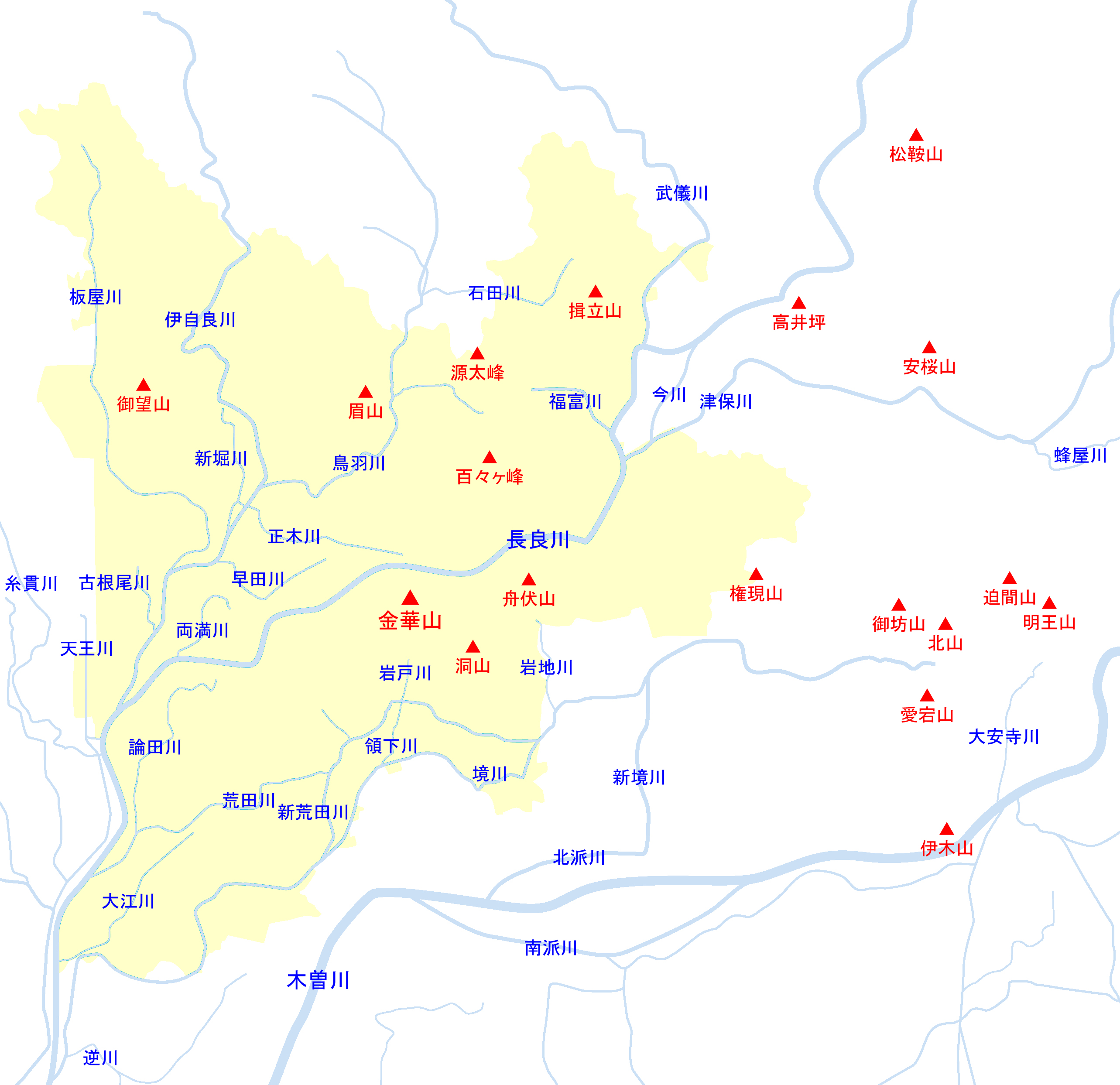
岐阜市周辺主要河川の位置関係図

伊自良川（いじらがわ）は、岐阜県山県市・岐阜市を流れる木曽川水系の一級河川。長良川・揖斐川を経て伊勢湾に至る木曽川の3次支川。

## 地理
幹川延長23.8km、流域面積160.2km2の一級河川で、木曽三川のひとつである長良川の支川（一次支川）である。岐阜県山県市と本巣市の境の釜ヶ谷山（標高696m）を水源とし、同市内をほぼ南南東へ流れる。途中の山県市長滝には人造湖の伊自良湖がある。支川のしびり川を合流後に岐阜市に入り、岐阜大学の東を流れ、岐阜市城田寺で城田寺川と、同市正木で鳥羽川・新掘川・正木川・鷺山川と、同市則武西で早田川・則武川と、同市下尻毛付近で板屋川と合流する。
かつては山県市長滝から小倉までの約6kmを伏流し、普段は水がない砂川だが洪水のときには水が流れるという状態で、一旦豪雨となると夥しい土砂を押し流して大きな被害をもたらしていた。
岐阜市一日市場（岐阜市立女子短期大学付近）で根尾川（古根尾川）と合流する。古根尾川は1530年（享禄3年）の洪水以前の根尾川であり、この上流には席田用水がある。
岐阜市河渡（河渡橋上流）で、長良川と合流する。

## 主な橋
- 寺田橋（岐阜県道163号墨俣合渡岐阜線）
- 竹橋（岐阜県道173号文殊茶屋新田線）
- 島大橋（岐阜県道53号岐阜関ケ原線）
- 尻毛橋（国道303号）
- 記念大橋（岐阜市道則武木田線）
- 古川橋・大学北大橋（岐阜県道91号岐阜美山線）
- 伊自良川大橋（都市計画道路長良糸貫線）
- 繰舟橋（岐阜県道78号岐阜大野線）
- 安食橋（岐阜県道176号安食粟野線）
- 富士橋（岐阜県道79号関本巣線）
- 鐘鋳場橋（岐阜県道174号伊自良高富線）

### かつての橋
- 伊自良川橋梁（名古屋鉄道揖斐線） - 旦ノ島駅と尻毛駅の間にあったが、2005年4月1日に廃止された。「名鉄古川橋」とも通称され、写真撮影の名所だった。伊自良川は岐阜市下尻毛付近では「尻毛川」の別称もあり、「景勝・尻毛川」の石碑がある。